# Gare de Tianjin
 (mai 2020).
Si vous disposez d'ouvrages ou d'articles de référence ou si vous connaissez des sites web de qualité traitant du thème abordé ici, merci de compléter l'article en donnant les références utiles à sa vérifiabilité et en les liant à la section « Notes et références ».
La gare de Tianjin  est une gare ferroviaire chinoise à Tianjin. Elle est construite initialement en 1888, ce qui en fait la plus vieille gare de Chine.

## Histoire

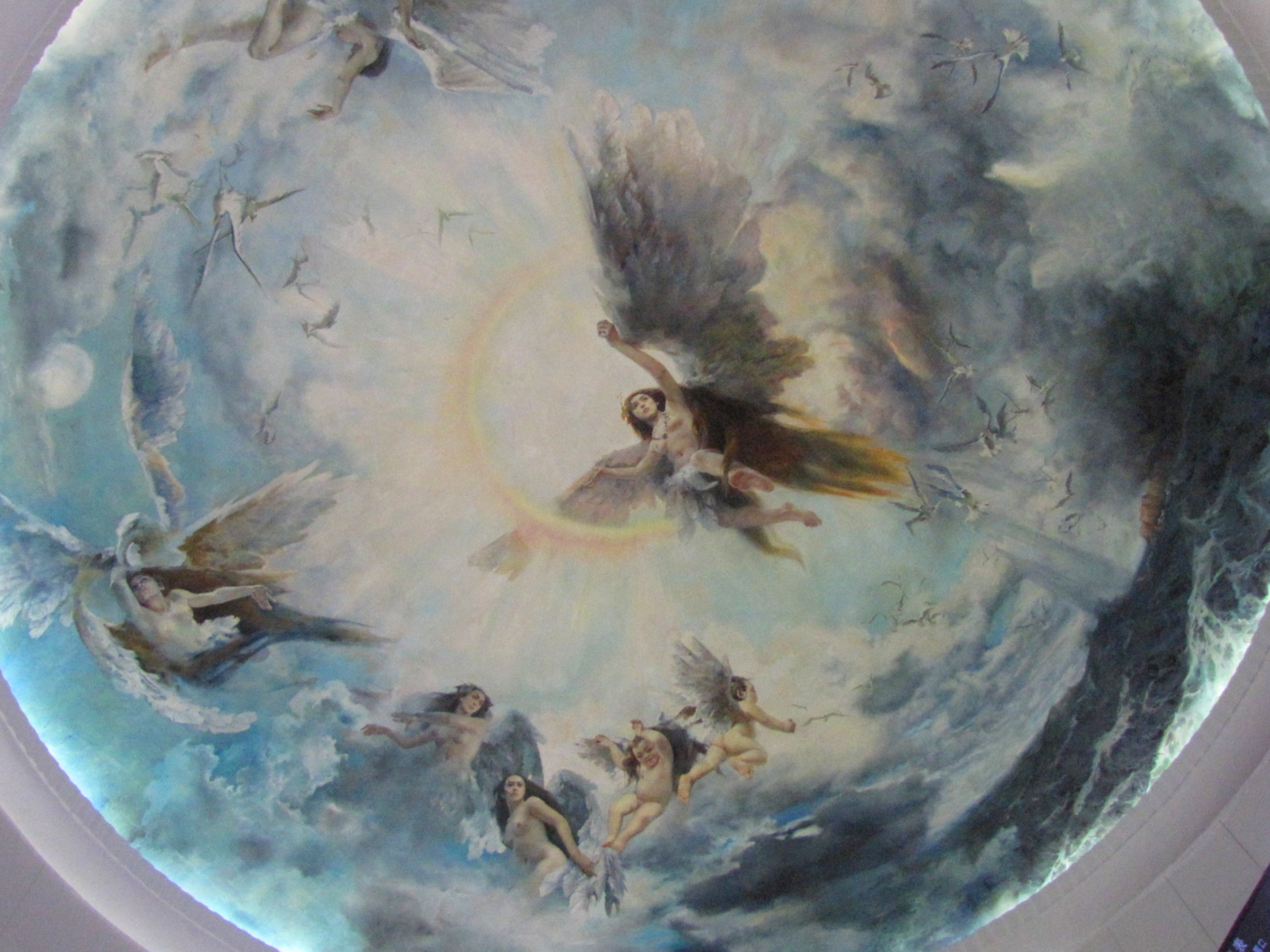
Peinture sur un plafond.